# Ignazio Guiccioli
Ignazio Guiccioli (Ravenna, 18 marzo 1806 – Venezia, 15 settembre 1879) è stato un patriota e politico italiano.

## Biografia
Nacque dal conte Alessandro Guiccioli e da Angelina Galliani. A undici anni perse la madre, e il padre si risposò con Teresa Gamba Ghiselli, che in seguito divenne l'amante di Lord Byron.
Studiò a Bologna sotto la guida di Paolo Costa.
Prese parte ai moti del 1831 e successivamente alla Repubblica Romana. A Roma nel 1849 fu nominato Ministro delle finanze del Comitato Esecutivo della Repubblica nel 1° ministero.
Dopo l'Unità d'Italia fu eletto prima deputato nella X legislatura e poi ricoprì il ruolo di senatore del Regno d'Italia, dalla nomina avvenuta il 1º dicembre 1870 fino al decesso. Il figlio Alessandro fu sindaco di Roma e fu nominato senatore nel 1900.